# Championnat d'Italie de hockey sur glace 2018-2019
Saison précédente Saison suivante
Le saison 2018-2019 est la 85e édition du Championnat d'Italie de hockey sur glace et la troisième à se jouer en parallèle de l'Alps Hockey League.

## Italian Hockey League - Elite

### Format
Les huit équipes italiennes engagées en Alps Hockey League prennent part à la compétition. Celles-ci jouent en matchs aller-retour. Les quatre premiers se qualifient pour le carré final. Le vainqueur est sacré champion d'Italie 2018-2019.

### Équipes engagées
| Club                      | Ville                | Date de création | Classement 2017-2018 | Patinoire                           |
| ------------------------- | -------------------- | ---------------- | -------------------- | ----------------------------------- |
| Ritten Sport              | Renon                | 1984             | 1er                  | Arena Ritten                        |
| HC Pustertal-Val Pusteria | Brunico              | 1954             | 2e                   | Rienzstadion                        |
| HC Asiago                 | Asiago               | 1935             | 3e                   | Pala Hodegart                       |
| SSI Vipiteno Broncos      | Vipiteno             | 1948             | 4e                   | Disco Arena                         |
| SG Cortina                | Cortina d'Ampezzo    | 1924             | 5e                   | Stadio Olimpico del Ghiaccio        |
| HC Gherdeina              | Selva di Val Gardena | 1927             | 6e                   | Pranives Ice Stadium                |
| HC Fassa                  | Canazei              | 1955             | 8e                   | Stadio del Ghiaccio Gianmario Scola |
| Hockey Milano Rossoblu    | Milan                | 2008             | 3e (IHL)             | Stadio del ghiaccio Agorà           |

| HC Asiago SG Cortina HC Fassa HC Gherdeina Milan RB HC Pustertal Ritten Sport SSI Vipiteno Broncos |

### Qualification
| Clt   | Équipe                    | PJ | V  | VP | D  | DP | BP | BC | Diff | Pts |
| ----- | ------------------------- | -- | -- | -- | -- | -- | -- | -- | ---- | --- |
| +001, | HC Pustertal-Val Pusteria | 14 | 12 | 0  | 2  | 0  | 57 | 22 | +35  | 36  |
| +002, | AS Renon                  | 14 | 11 | 0  | 3  | 0  | 55 | 22 | +33  | 33  |
| +003, | SSI Vipiteno Broncos      | 14 | 7  | 0  | 3  | 4  | 49 | 34 | +15  | 24  |
| +004, | Asiago Hockey AS          | 14 | 6  | 2  | 5  | 1  | 43 | 41 | +2   | 23  |
| +005, | Sportivi Ghiaccio Cortina | 14 | 6  | 2  | 6  | 0  | 41 | 44 | -3   | 22  |
| +006, | HC Gherdeina              | 14 | 5  | 0  | 8  | 1  | 31 | 53 | -22  | 16  |
| +007, | Milano Rossoblu           | 14 | 3  | 0  | 11 | 0  | 29 | 63 | -34  | 9   |
| +008, | HC Fassa                  | 14 | 1  | 1  | 12 | 0  | 28 | 54 | -26  | 5   |

- Qualifiés pour la série éliminatoire

### Carré final
|  | Demi-finales              | Demi-finales              |           |   | Finale                    | Finale                    |
|  | Demi-finales              | Demi-finales              |           |   | Finale                    | Finale                    |
|  |                           |                           |           |   |                           |                           |
|  | 10 février, Pala Hodegart | 10 février, Pala Hodegart |           |   | 11 février, Pala Hodegart | 11 février, Pala Hodegart |
|  | 10 février, Pala Hodegart | 10 février, Pala Hodegart |           |   | 11 février, Pala Hodegart | 11 février, Pala Hodegart |
|  | HC Pustertal-Val Pusteria | 0                         |           |   | 11 février, Pala Hodegart | 11 février, Pala Hodegart |
|  | HC Pustertal-Val Pusteria | 0                         |           |   | 11 février, Pala Hodegart | 11 février, Pala Hodegart |
|  | HC Asiago                 | 1                         |           |   | 11 février, Pala Hodegart | 11 février, Pala Hodegart |
|  | HC Asiago                 | 1                         | HC Asiago | 1 |                           |                           |
|  | 10 février, Pala Hodegart |                           | HC Asiago | 1 |                           |                           |
|  |                           | AS Renon                  | 1         |   |                           |                           |
|  | SSI Vipiteno Broncos      | AS Renon                  | 1         | 0 |                           |                           |
|  | SSI Vipiteno Broncos      |                           |           | 0 |                           |                           |
|  | AS Renon                  | 2                         |           |   |                           |                           |
|  | AS Renon                  | 2                         |           |   |                           |                           |

#### Finale
| 26 janvier 2019 | HC Asiago | 3-4 (0-1, 2-0, 1-3) | AS Renon | Pala Hodegart, Asiago 1 550 spectateurs |

| 27 janvier 2019 | AS Renon | 3-6 (1-2, 1-2, 0-2, 1-0) | HC Asiago | Arena Ritten, Renon 1 550 spectateurs |

les deux équipes ayant chacune remporté chacun un match dans le temps reglementaire (3-4 ; 2-6), une séance de prolongation avec mort subite est mise en place. L'AS Renon remporte le titre par un but en or du letton Oleg Sislannikovs.

## Italian Hockey League

### Équipes engagées
| Club         | Ville                         | Patinoire                           | Capacité |
| ------------ | ----------------------------- | ----------------------------------- | -------- |
| HC Alleghe   | Alleghe                       | Stadio Alvise De Toni               | 2.500    |
| HC Chiavenna | Chiavenna                     | Palaghiaccio di Chiavenna           | 450      |
| AS Côme      | Côme                          | Palaghiaccio Casate                 | 2.500    |
| HC Varèse    | Varèse                        | PalAlbani                           | 1.200    |
| SC Auer-Ora  | Ora                           | Eisplatz Schwarzenbach              | 500      |
| AS Pergine   | Pergine Valsugana             | Stadio del ghiaccio di Pergine      | 2.500    |
| HC Merano    | Merano                        | MeranArena                          | 3.000    |
| HC Appiano   | Appiano sulla Strada del Vino | Stadio del ghiaccio di Appiano      | 1.500    |
| SV Caldaro   | Caldaro sulla Strada del Vino | Palaghiaccio Caldaro                | 1.500    |
| HC Fiemme    | Cavalese                      | Palazzetto del Ghiaccio di Cavalese | 2.300    |

| Alleghe Chiavenna Pergine Ora Côme Varèse Merano Appiano Caldaro Cavalese |